# فیلیپا رودریگز
فیلیپا رودریگز (انگلیسی: Filipa Rodrigues؛ زادهٔ ۴ سپتامبر ۱۹۹۳) بازیکن فوتبال اهل پرتغال است.
از باشگاه‌هایی که در آن بازی کرده‌است می‌توان به باشگاه ورزشی اشتوریل پرایا اشاره کرد.
وی همچنین در تیم‌های ملی فوتبال Portugal women's national under-19 football team و زنان پرتغال بازی کرده‌است.